# Young Sheldon
Young Sheldon ist eine US-amerikanische Comedyserie von Chuck Lorre und Steven Molaro, die seit dem 25. September 2017 von CBS ausgestrahlt wird. Produziert wurde die Fernsehserie von Warner Bros. Television und Chuck Lorre Productions.
Sie ist das Spinoff-Prequel von The Big Bang Theory und erzählt die Geschichte des anfangs neunjährigen Sheldon Cooper, der 1989 mit seiner Familie in Texas lebt. Die Hauptrolle spielt Iain Armitage. Mitte November 2023 wurde bekannt, dass die Serie mit Staffel 7 und einer finalen 141. Episode endet.

## Handlung
Der neunjährige Sheldon Cooper lebt mit seiner Familie in Texas. Aufgrund seiner außerordentlichen Leistungen wird Sheldon auf die Highschool geschickt. Dort besucht er zusammen mit seinem älteren Bruder George die 9. Klasse. Mit seiner außergewöhnlichen Art macht Sheldon seiner Familie das Leben oft nicht einfach. In der Schule fällt er als jüngster Schüler der High-School immer wieder auf. Durch sein Interesse an Newton, Computern sowie Comics findet er bei seinen Mitschülern nur sehr wenig Anklang und gilt als Außenseiter, weshalb er an der Schule nur einen Freund hat. Im weiteren Fortgang der Serie wechselt er nach erfolgreichem High-School-Abschluss ans College und beginnt ein Physik-Studium. Später besucht er für kurze Zeit auch die Ruprecht-Karls-Universität Heidelberg.

## Figuren

### Hauptfiguren

#### Sheldon Lee Cooper
Sheldon ist zu Beginn der Serie neun Jahre alt und lebt mit seiner Zwillingsschwester Missy, seinem älteren Bruder Georgie, seinen Eltern und seiner Großmutter, die er Meemaw nennt, im fiktiven Medford in Texas. Er ist höchstbegabt und wird aufgrund seiner besonderen schulischen Leistungen auf die örtliche High School geschickt, wo sein Vater als Footballcoach tätig ist. Er findet dort nur einen Freund, den Vietnamesen Tam. Vorbilder findet er vor allem in Physikern wie Isaac Newton, Albert Einstein oder Stephen Hawking, aber auch in ihm persönlich bekannten Personen wie Prof. Dr. John Sturgis. Zu seiner religiösen Mutter sowie zu seiner Großmutter, die ihn Moonpie nennt, hat er eine sehr innige Verbindung. Im späteren Verlauf der Serie beginnt er ein Physik-Studium.
Der erwachsene Sheldon aus der Mutterserie The Big Bang Theory erklärt aus dem Off Zusammenhänge zwischen Ereignissen in der Vergangenheit und „Tics“ aus der Gegenwart oder erzählt Geschichten weiter. In der Serie erfährt der Zuschauer beispielsweise, dass der erwachsene Sheldon Cooper inzwischen Vater wurde.

#### Melissa „Missy“ Cooper
Missy ist Sheldons Zwillingsschwester und als Gegenpol zu sehen: Sie zeigt durchschnittliche Leistungen in der Schule, aber durch ihre ausgeprägte Sozialkompetenz ist sie einerseits sehr beliebt, andererseits ermöglicht ihr dies, Sheldon „in Schach zu halten“ und sogar Einfluss auf Erwachsene auszuüben. Missy ist ein Fan der US-amerikanischen Sängerin Cyndi Lauper und isst gerne im Restaurant Red Lobster. Außerdem zeigt sie sportliches Talent in Baseball.

#### George Marshall „Georgie“ Cooper Jr.
Georgie ist der ältere Bruder der Zwillinge. Er spielt Football und wechselt im Laufe der Serie öfter seine Vorbilder: So verehrt er unter anderem Tony Danza, Axl Rose oder Jon Bon Jovi. Er beweist immer wieder guten Geschäftssinn, indem er Gelegenheiten erkennt, wo ein Angebot eine Nachfrage bedienen kann, und nutzt diese, um früh eigenes Geld zu verdienen. Er hat außerdem ein Talent als Automechaniker. Seine lange Zeit andauernde Liebe zu Veronica Duncan, die von einem Leben als umtriebiger Teenager durch ein Schlüsselerlebnis zur Religion fand, wird nicht erwidert. Georgie wird bereits mit 17 Jahren Vater einer Tochter, um die er sich sehr fürsorglich kümmert. Er sucht stets Kontakt zur deutlich älteren Mutter des Kindes, Mandy, obwohl es einst als lockere Beziehung begann. Finanziell ist er auf legale und illegale Weise geschickt in der Zusammenarbeit mit seiner Großmutter, bricht jedoch die Highschool ab.

#### Mary Cooper
Mary ist die übertrieben fürsorgliche Mutter von Sheldon, Missy und Georgie sowie die Ehefrau von George. Als junge Frau sehr umtriebig, wurde sie durch die Zwillingsgeburt von Sheldon und Missy religiös. Sie betet oft, auch Dankgebete am Essenstisch. In den ersten Folgen ist sie Hausfrau, nimmt aber später eine Stelle als Kirchensekretärin in Medford an. Sie hat zwei Geschwister – Edward und Charlene –, um die sie sich als Kind gekümmert hatte, da ihre Mutter Connie arbeiten war.

#### George Cooper Sr.
George ist der gemütliche, meist ehrliche und liebevolle Vater von Sheldon, Missy und Georgie sowie der Ehemann von Mary. In der örtlichen High-School, die Sheldon und Georgie in den ersten Staffeln besuchen, ist er als Footballcoach tätig. Er hat oft Schwierigkeiten, Sheldon richtig zu verstehen, doch dieser respektiert ihn. George kann seine Qualitäten als Vater gegenüber all seinen Kindern zeigen. In Folge 12 der siebten Staffel stirbt er an einem Herzinfarkt.

#### Constance „Connie“ Tucker (Meemaw)
Connie ist die Mutter von Mary, somit die Großmutter von Sheldon, Missy und Georgie. Der frühere Hippie ist dem Glücksspiel zugetan und hat wechselnde Männerbekanntschaften, unter anderem zu Sheldons Professor John Sturgis. Um ihre Enkel, vor allem Sheldon, kümmert sie sich überaus liebevoll.

#### Pastor Jeff Difford
Jeff Difford ist Pastor in der Baptisten-Kirche von Medford. Seine Religiosität kann weder seine persönlichen Probleme noch diejenigen seiner Gemeinde lösen. Mary empfahl er verstärkte Religiosität als Trauerbewältigung, was allerdings nicht funktionierte. Die Ehe mit seiner ersten Frau wurde geschieden.

#### William „Billy“ Sparks
Billy ist der Sohn der Nachbarn Herschel und Brenda. Zu Beginn der Serie ist er mit Sheldon verfeindet. Seine „Liebe“ zu Missy wird nicht erwidert.

#### Amanda „Mandy“ McAllister
Mandy ist eine junge Frau, die Medford für ihr Studium verließ. Nach ihrer Rückkehr beginnt sie eine offene Beziehung mit Georgie Cooper. Als sie erfährt, dass Georgie erst 17 Jahre alt ist – und nicht wie behauptet 21 –, ist sie aber bereits von ihm schwanger. Nachdem sie in der 6. Staffel von ihren Eltern aus dem Elternhaus geworfen wurde, zieht sie bei Constance „Connie“ Tucker (Meemaw) ein und bekommt ihr Baby, das sie – in Anlehnung an sie – Constance nennt.

## Besetzung und Synchronisation
Die deutsche Synchronisation entstand mit dem Dialogbuch, geschrieben von Michael Bartel, Martin Westphal und Gerrit Schmidt-Foß, unter der Dialogregie von Dagmar Preuß, durch die Synchronunternehmung Interopa Film in Berlin.

### Hauptdarsteller
| Rolle                                | Schauspieler         | Hauptrolle (Episoden) | Nebenrolle (Episoden)  | Synchronsprecher                                         |
| ------------------------------------ | -------------------- | --------------------- | ---------------------- | -------------------------------------------------------- |
| Sheldon Cooper                       | Iain Armitage        | 1.01–7.14             |                        | Jeremy Kindel (Staffel 1) 1 Moritz Hecke (Staffel 2–7)   |
| älterer Sheldon als Erzähler         | Jim Parsons (Stimme) | 1.01–7.14             |                        | Gerrit Schmidt-Foß                                       |
| Mary Cooper                          | Zoe Perry            | 1.01–7.14             |                        | Sabine Arnhold                                           |
| George Cooper Sr. †                  | Lance Barber         | 1.01–7.13             |                        | Michael Iwannek                                          |
| George Marshall „Georgie“ Cooper Jr. | Montana Jordan       | 1.01–7.14             |                        | Tim Daxelhofer                                           |
| Melissa „Missy“ Cooper               | Raegan Revord        | 1.01–7.14             |                        | Helena Wolfram (Staffel 1–5) Lilli Mechler (Staffel 6–7) |
| Constance „Connie/Meemaw“ Tucker     | Annie Potts          | 1.03–7.14             |                        | Traudel Haas                                             |
| Pastor Jeff Difford                  | Matt Hobby           | 3.02–7.14 2           | 1.01–2.21 2            | Klaus-Peter Grap                                         |
| William „Billy“ Sparks               | Wyatt McClure        | 5.01–7.13 2           | 1.01–2.18, 3.07–4.18 2 | Levi Buresch                                             |
| Amanda Elizabeth „Mandy“ McAllister  | Emily Osment         | 6.01–7.14             | 5.11–5.22 2            | Lea Kalbhenn                                             |

### Nebendarsteller
| Rolle                              | Schauspieler          | Nebenrolle (Episoden) | Synchronsprecher                                          |
| ---------------------------------- | --------------------- | --- | --------------------------------------------------------- |
| Ms. Victoria MacElroy              | Valerie Mahaffey      | 1.01–1.02, 1.04, 1.10, 1.13, 2.01, 2.12, 2.19, 3.02, 3.04, 3.08, 3.10, 3.19, 3.21 | Marina Krogull                                            |
| Ms. Evelyn Ingram                  | Danielle Pinnock      | 1.01–1.02, 1.09–1.10, 1.19, 2.04, 2.12, 2.15, 2.18, 2.21, 3.02, 3.08, 3.10, 3.19, 3.21, 4.01 | Debora Weigert (Staffel 1) Ilka Teichmüller (Staffel 2–7) |
| Assistant Coach Wayne Wilkins      | Doc Farrow            | 1.01, 1.05, 1.09–1.10, 2.08, 2.12, 2.14, 2.18, 2.20–2.22, 3.02, 3.06, 3.08, 3.10, 3.12, 3.18, 3.21, 4.05, 4.08, 4.15–4.16, 5.02–5.03, 5.05, 5.13, 5.16, 5.20–5.22, 6.06, 6.09, 7.04, 7.11–7.13                                                            | Sven Brieger                                              |
| Mr. Givens                         | Brian Stepanek        | 1.01–1.02, 1.06, 1.13, 1.16, 2.09, 2.13–2.14, 2.16, 2.19, 2.21, 3.02, 3.08, 3.10, 3.19, 3.21, 4.12, 4.15, 5.12, 7.12–7.13 | Matthias Klages                                           |
| Principal Tom Petersen             | Rex Linn              | 1.01, 1.10, 1.13, 1.16, 2.16–2.19, 3.08, 3.10, 3.19, 3.21, 4.01, 4.08, 4.15, 5.03, 5.09, 5.11, 5.13–5.14, 5.21–5.22, 6.06, 6.09, 7.11–7.13 | Axel Lutter                                               |
| Arthur Jeffries / Professor Proton | Bob Newhart           | 1.01, 3.10, 3.20 | Freimut Götsch                                            |
| Tam Nguyen                         | Ryan Phuong           | 1.02, 1.04–1.06, 1.09–1.11, 1.13, 1.15, 1.17–1.18, 2.01, 2.04, 2.06, 2.09–2.11, 2.13–2.14, 2.16, 2.19, 2.22, 3.02–3.03, 3.07, 3.18–3.19, 4.01, 4.12, 4.15, 7.12                                                                                           | Oliver Szerkus                                            |
| Ms. Hutchins                       | Sarah Baker           | 1.02, 1.11, 1.20, 2.11, 2.15, 3.01, 3.04, 3.18–3.20, 4.12, 5.12, 7.12 | Daniela Reidies                                           |
| Dr. Goetsch                        | John Hartman          | 1.04, 1.16, 3.01 | Rainer Fritzsche                                          |
| Herschel Sparks                    | Billy Gardell         | 1.11, 1.17, 1.20, 2.08, 2.17 | Olaf Reichmann                                            |
| Ira Rosenbloom                     | Richard Kind          | 1.11, 1.22, 3.05 | Michael Pan                                               |
| Peg                                | Nancy Linehan Charles | 1.14, 2.03, 2.06, 2.15, 2.17, 2.19, 2.21, 3.02, 3.06, 3.11, 3.14, 4.18, 5.02, 5.06, 5.08, 5.11, 5.12 | Philine Peters-Arnolds                                    |
| Gene Lundy                         | Jason Alexander       | 1.16, 2.06, 3.19, 4.10, 5.12 | Bernhard Völger                                           |
| Brenda Sparks                      | Melissa Peterman      | 1.17, 1.20, 2.01, 2.16–2.18, 3.07, 3.09, 3.11, 3.17, 3.21, 4.03, 4.06–4.07, 4.12, 4.15–4.16, 4.18, 5.01–5.02, 5.05, 5.09, 5.11–5.12, 5.19, 5.22, 6.02, 6.04, 6.10, 6.12, 6.14, 6.17–6.18, 7.05, 7.13                                                      | Heide Domanowski                                          |
| Glenn                              | Chris Wylde           | 1.18, 2.10, 3.04 |                                                           |
| Dr. John Burgess Sturgis           | Wallace Shawn         | 1.19, 1.21–1.22, 2.02, 2.05, 2.07, 2.09–2.10, 2.13, 2.15, 2.18–2.22, 3.05–3.10, 3.12–3.13, 3.15–3.17, 3.20–3.21, 4.06, 4.08, 4.12–4.13, 4.16–4.17, 5.01, 5.03, 5.05–5.06, 5.10, 5.14–5.15, 5.18, 6.03–6.04, 6.09, 6.11, 6.15, 6.18–6.20, 7.09, 7.11, 7.13 | Ben Hecker (Staffel 1) Michael Tietz (Staffel 2–7)        |
| Derek                              | Nick Alvarez          | 2.01, 2.12, 2.16, 3.03, 3.08 | Kaze Uzumaki                                              |
| Paige                              | Mckenna Grace         | 2.02, 2.07, 2.10, 3.12, 4.04, 4.16, 5.17, 6.13, 6.16 | Xara Eich                                                 |
| Linda                              | Andrea Anders         | 2.02, 2.07, 2.10, 3.12, 4.16, 6.16 | Ann Vielhaben                                             |
| Veronica Duncan                    | Isabel May            | 2.06, 2.11, 2.13, 2.16, 2.19–2.20, 3.03, 3.07, 3.17 | Vivien Gilbert                                            |
| Dr. Grant Linkletter               | Ed Begley junior      | 2.13, 2.22, 3.02–3.03, 3.17, 4.07–4.08, 4.10–4.13, 5.03, 5.05, 5.08–5.09, 5.12, 5.14–5.15, 5.18, 5.20, 5.22, 6.02, 6.04, 6.07–6.08, 6.11–6.12, 6.15, 6.18–6.21, 7.02, 7.07, 7.09, 7.11, 7.13                                                              | Bodo Wolf (Staffel 3–5) Bernd Vollbrecht (Staffel 5–7)    |
| Officer Robin                      | Mary Grill            | 2.21, 3.02, 3.11, 3.19, 7.01 | Anja Nestler                                              |
| Marcus                             | London Cheshire       | 3.04, 3.15, 3.19, 4.15 |                                                           |
| Coach Dale Ballard                 | Craig T. Nelson       | 3.06–3.08, 3.10, 3.13–3.15, 3.18–4.01, 4.04–4.05, 4.09, 4.11, 4.13–4.14, 5.03–5.05, 5.07, 5.09, 5.15–5.18, 6.01, 6.03, 6.05, 6.10, 6.13, 6.20–7.01, 7.04, 7.06–7.08, 7.12–7.14                                                                            | Jan Spitzer (Staffel 3–5) Jürgen Mai (Staffel 6–7)        |
| Jana                               | Ava Allan             | 3.11, 3.16–3.18, 4.04–4.05, 4.15, 5.01, 5.03 | Melinda Rachfahl                                          |
| Sam                                | Taylor Spreitler      | 3.15, 4.06, 5.10, 6.19 |                                                           |
| June                               | Reba McEntire         | 3.15, 4.09, 4.11, 4.16, 5.07, 5.10, 7.13 |                                                           |
| Präsidentin Hagemeyer              | Wendie Malick         | 4.09, 4.13, 4.16–4.17, 5.07–5.08, 5.10, 5.12, 5.14–5.16, 5.21–5.22, 6.05, 6.07–6.08, 6.11, 6.18–6.19, 7.09, 7.11–7.12 | Kerstin Sanders-Dornseif                                  |
| Darren                             | Caleb Emery           | 4.11, 5.13, 5.17 |                                                           |
| Pastor Rob                         | Dan Byrd              | 5.02, 5.06, 5.11, 5.20–5.21, 6.02, 6.09, 6.14 |                                                           |
| Audrey McAllister                  | Rachel Bay Jones      | 6.07, 6.11, 6.12, 6.14, 6.22, 7.06–7.10, 7.13 | Katrin Zimmermann                                         |
| Jim McAllister                     | Will Sasso            | 6.07, 6.12, 6.14, 6.22, 7.02, 7.06–7.08, 7.10, 7.13 | Hanns-Jörg Krumpholz                                      |

## Produktion
Die Idee zu Young Sheldon kam von Jim Parsons, dem Darsteller des erwachsenen Sheldon Cooper in The Big Bang Theory, welche er den Produzenten der Serie vorschlug. Im Herbst 2016 wurde die Idee von Chuck Lorre und seinem Team an CBS herangetragen, die dann im März 2017 die Serie in Auftrag gaben. Nach der Pilotfolge vom 25. September 2017 bestellten sie eine komplette Staffel mit 22 Episoden. Im Januar 2018 verlängerte CBS die Serie um eine zweite Staffel. Im Februar 2019 bestellte CBS gleich zwei weitere Staffeln. Für die dritte Staffel wurde Matt Hobby in seiner Rolle als Pastor Jeff zum Hauptdarsteller befördert. Im März 2021 wurde die Serie um drei weitere Staffeln bis 2024 verlängert, durch die Young Sheldon abgeschlossen wurde.
Young Sheldon wurde – im Gegensatz zu The Big Bang Theory – ohne Publikum und somit ohne Lachspur produziert.

## Ausstrahlung

### Vereinigte Staaten
Die Ausstrahlung der ersten Staffel begann am 25. September 2017 auf dem US-amerikanischen Fernsehsender CBS. Mit 17,2 Millionen Zuschauern war Young Sheldon der erfolgreichste Serienstart auf CBS seit dem Debüt von 2 Broke Girls im Jahr 2011. Die Serie erreichte mit einem Rating von 3,8 in der relevanten Gruppe den höchsten Wert eines Neustarts seit der Premiere von The Crazy Ones im Jahr 2013.

### Deutschsprachiger Raum
Die deutschsprachige Premiere war am 8. Januar 2018 auf dem österreichischen öffentlich-rechtlichen Sender ORF eins und später auch auf dem deutschen Privatsender ProSieben, wo sie 3,53 Mio. Zuschauer erreichte. Der Schweizer Privatsender 3+ strahlte nur die erste Episode gleichzeitig mit ProSieben aus. Ab dem 28. Januar 2018 setzte der Sender 4+ die Schweizer Erstausstrahlung fort. ProSieben pausierte die Ausstrahlung der Serie nach der 12. Episode, während ORF eins die 13. Episode am 9. April 2018 ausstrahlte und danach Wiederholungen von Young Sheldon eingeplant hatte. Auch 4+ legte nach der 13. Episode eine Sendepause ein. Am 10. September 2018 wurde die Ausstrahlung des Rests der Staffel bei ProSieben mit der 13. Episode fortgesetzt. 3+ strahlte ab dem 11. September 2018 neue Episoden in der Schweiz aus und ORF eins ab dem 17. September 2018 in Österreich. Ab der 18. Episode sendete 3+ die Folgen am Freitag statt Dienstag, die ursprünglich für den 9. November 2018 geplante Ausstrahlung des Staffelfinales wurde jedoch gestrichen. Prime Video veröffentlichte die Episoden 18 bis 22 am 8. Oktober 2018 vor der deutschsprachigen Erstausstrahlung.

## DVD- und Blu-ray-Veröffentlichungen
Alle bisher veröffentlichten Staffeln sind sowohl auf DVD als auch auf Blu-ray (nicht auf Deutsch) erhältlich. Die folgende Tabelle stellt die Veröffentlichungsdaten dar.
| Staffel | Vereinigte Staaten | Großbritannien     | Deutschland      |
| ------- | ------------------ | ------------------ | ---------------- |
| 1       | 4. September 2018  | 3. September 2018  | 6. Dezember 2018 |
| 2       | 3. September 2019  | 16. September 2019 | 5. Dezember 2019 |
| 3       | 1. September 2020  |                    | 25. März 2021    |
| 4       | 7. September 2021  |                    | 9. Dezember 2021 |
| 5       | 6. September 2022  |                    | 16. Februar 2023 |
| 6       | 5. September 2023  |                    | 25. April 2024   |
| 7       | 24. September 2024 |                    | 8. Mai 2025      |

## Rezeption
Young Sheldon erhielt größtenteils positive Kritiken. Auf Rotten Tomatoes bekam die Serie eine Bewertung von 82 %. Terry Terrones von der Colorado Springs Gazette urteilte zum Beispiel: „Young Sheldon ist eine klügere, humorvollere und herzlichere Serie als The Big Bang Theory.“ Ken Tucker von Yahoo TV verglich die Comedyserie mit dem Coming-of-Age-Format Wunderbare Jahre.
Beim Branchenportal Serienjunkies.de schrieb Bjarne Bock: „Das Spin-off Young Sheldon mag zwar anders sein als seine Mutterserie, doch eigentlich folgt es einer altbewährten Sitcomformel: 18 Minuten lockerer Humor und zum Abschluss zwei Minuten herzerwärmende Charakterarbeit.“ Lobende Worte fand der Kritiker für die Darsteller Zoe Perry und Iain Armitage, die seiner Ansicht nach „tatsächlich ein bewegendes Mutter-Sohn-Gespann bilden, das die Serie im weiteren Verlauf tragen könnte.“

## Trivia
- Zoe Perry, die in der Serie die Mutter von Sheldon spielt, ist die Tochter von Laurie Metcalf, die die Mutter von Sheldon in The Big Bang Theory darstellt. Auf Deutsch synchronisiert Sabine Arnhold beide Schauspielerinnen in ihren Rollen als Mary Cooper.
- Lance Barber, Sheldons Serienvater, spielt in der The Big Bang Theory-Folge Das Speckerman-Trauma besagten Speckerman, einen ehemaligen Schulkollegen von Leonard.
- Die satirische Late-Night-Show Neo Magazin Royale mit Jan Böhmermann parodierte Young Sheldon ab der 104. Sendung vom 1. März 2018. Im Sketch Young Böhmermann – Folge 1: Neue Vegesacker Schule wurde der (fiktive) erste Tag des Show-Moderators in der 5. Klasse gezeigt.[23] Es folgten weitere Folgen, sowie eine allein dem Thema Young Böhmermann gewidmete Sendung am 18. Oktober 2018.
- Alle Episodentitel der ersten Staffel setzen sich aus drei Begriffen zusammen, die in der jeweiligen Folge erwähnt werden oder eine teilweise maßgebliche Rolle spielen. In der zweiten Staffel beschränkt sich die Namensgebung des Originaltitels auf jeweils zwei Begriffe. Dieses Konzept wurde in Staffel drei durch die Folge Pasadena und in Staffel vier durch die Folge Graduation unterbrochen.

## Spin-off
Seit Oktober 2024 führen Montana Jordan und Emily Osment ihre Rollen aus Young Sheldon in dem Spin-off Georgie & Mandy (im Original Georgie & Mandy’s First Marriage) fort. Namensgebend sind ihre Rollennamen.